# August-Exter-Straße 21

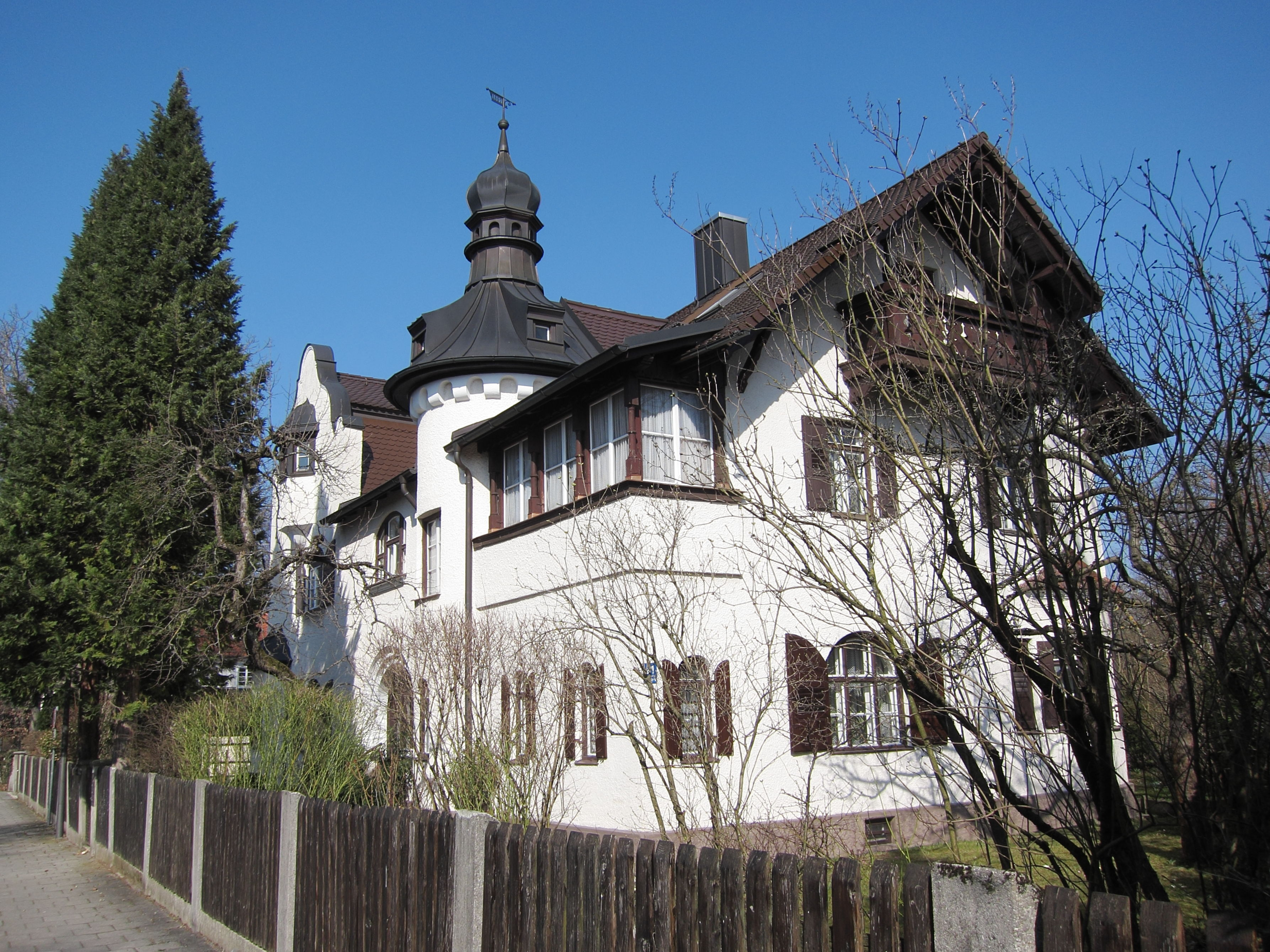
Haus August-Exter-Straße 21 im Stadtteil Pasing von München

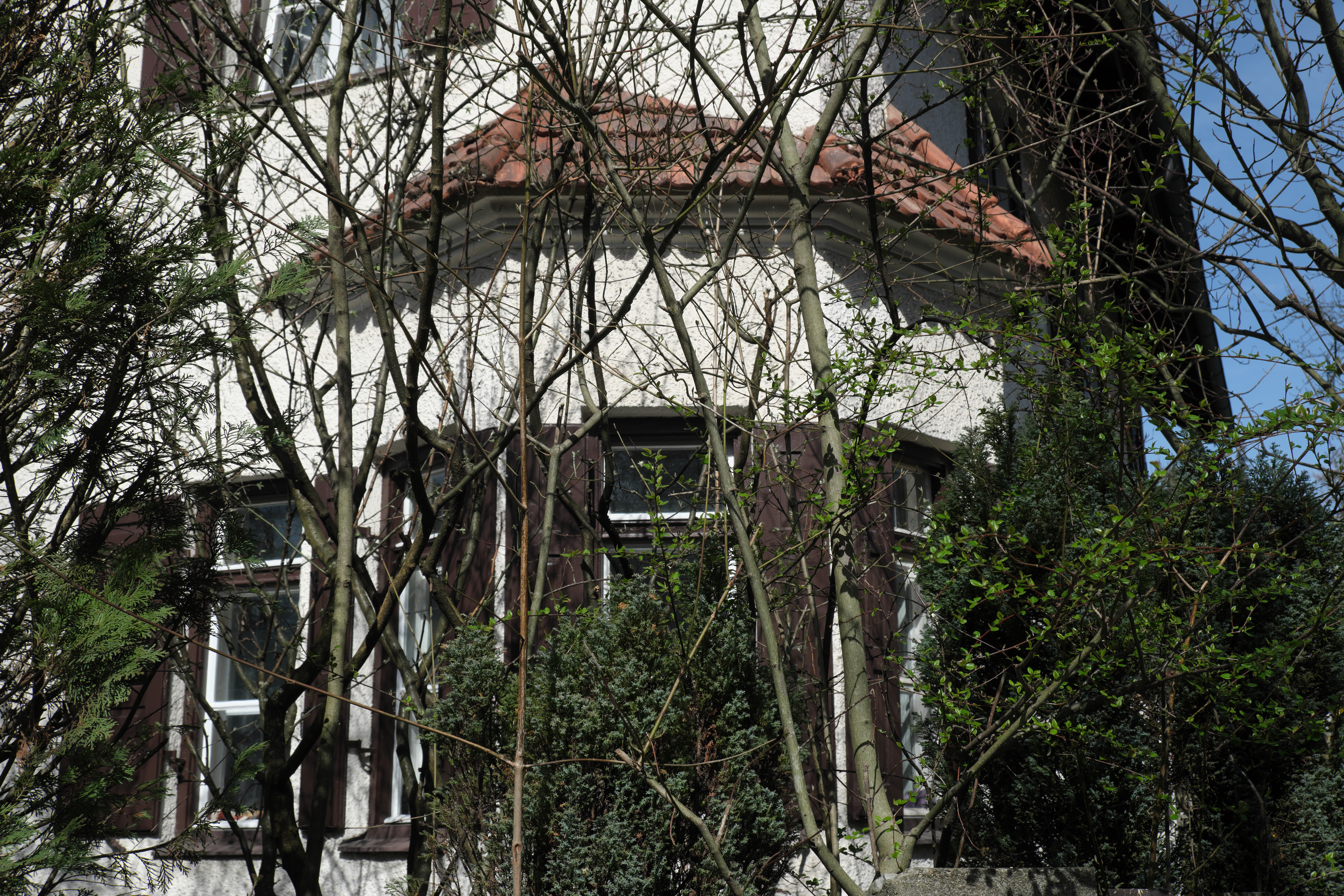
Eckerker

Das Gebäude August-Exter-Straße 21 im Stadtteil Pasing der bayerischen Landeshauptstadt München wurde 1897 errichtet. Die Villa in der August-Exter-Straße, die zur Erstbebauung der Villenkolonie Pasing I gehört, ist ein geschütztes Baudenkmal.
Das Haus in Ecklage zur Chopinstraße wurde nach Plänen des Büros von August Exter erbaut. Charakteristisch ist neben dem Holzwerk am Giebel und dem schräg gestellten Eckerker vor allem der Anbau mit Laube und der runde Treppenturm an der Eingangsseite.
Das Haus gehört einem standardisierten Typus des Architekturbüros an, der in den Pasinger Villenkolonien noch zwei Mal vorkommt: Marschnerstraße 33 und Fritz-Reuter-Straße 18.
Der hintere Teil der Villa mit einem quer gestellten, geschwungenen Giebel wurde bereits 1902 durch den Architekten Georg Völkl angefügt.